# بیگ بر سیتی (کالیفرنیا)
بیگ بر سیتی (به انگلیسی: Big Bear City) یک منطقهٔ مسکونی در ایالات متحده آمریکا است که در شهرستان سن برناردینو، کالیفرنیا واقع شده‌است. بیگ بر سیتی ۸۲٫۸۰ کیلومتر مربع مساحت و ۳۴٬۱۰۹ نفر جمعیت دارد و ۲٬۰۶۴ متر بالاتر از سطح دریا واقع شده‌است.